# Zgorzałowo
Zgorzałowo – wieś sołecka w Polsce położona w województwie mazowieckim, w powiecie ostrowskim, w gminie Wąsewo.
W latach 1975–1998 miejscowość administracyjnie należała do województwa ostrołęckiego.
Wierni Kościoła rzymskokatolickiego należą do parafii św. Anny w Jelonkach.